# Samsung i8000 Omnia
Il Samsung Omnia i8000 è uno smartphone prodotto da Samsung Electronics, evoluzione del Samsung i900 Omnia. È caratterizzato da un full-touchscreen più sensibile rispetto al precedente modello e grazie all'interfaccia TouchWiz 2.0 3D, che garantisce un migliore controllo dello schermo tattile anche tramite l'uso del dito.
Lo smartphone è stato lanciato in Italia ad agosto 2009. La società coreana aveva previsto di poter effettuare il lancio sul mercato del prodotto con la piattaforma Microsoft Windows Mobile 6.5, ma poi la necessità di lanciare l'apparecchio il prima possibile ha reso necessaria la commercializzazione con Windows Mobile 6.1, con la garanzia della possibilità di aggiornare il software alla versione 6.5, tramite Samsung Software Update.

## Schermo
Questo smartphone dispone di uno schermo AMOLED da 3,7 pollici e con una risoluzione di 480x800 pixel. Quanto alle dimensioni, misura 118 mm di altezza, 59,6 mm di larghezza e 12,3 mm di spessore, per una massa di 129 grammi.

## Caratteristiche e Funzionalità
È considerata la risposta della Samsung al lancio sul mercato dell'iPhone 3GS da parte della Apple.
Il Samsung Omnia II i8000 è disponibile nelle versioni da 2, 8 o 16 GB di memoria, con la possibile di espanderla ulteriormente, tramite schede microSDHC, per arrivare a un massimo di 48 GB di spazio a disposizione. Per quanto riguarda, invece, la navigazione in Internet, lo smartphone è munito di modem integrato e di navigatore WAP.

## Connettività
Il trasferimento dei dati in Internet avviene tramite le tecnologie HSDPA, HSUPA, GPRS e EDGE, la prima delle quali assicura una velocità di trasferimento pari a 7,2 Mbit/s. Non mancano la connettività Wi-fi, che permette di navigare in Internet gratuitamente collegandosi a un hotspot, la porta USB e la Tecnologia Bluetooth, che consentono, invece, i collegamento ad altri dispositivi. È da sottolineare anche a presenza del GPS assistito, con software di navigazione e mappe in 3D, che lo trasforma in un vero e proprio navigatore satellitare, eliminando la necessità di portare con sé più dispositivi.

## Fotocamera
Il Samsung Omnia II i8000 dispone di una fotocamera integrata da 5 megapixel dotata di autofocus, zoom digitale e LED Dual Power. Questa fotocamera è provvista di funzioni avanzate come il Face Detection, lo Smile Shot, il Mobile Blogging, il Geo tagging e il Photo Editor, tutte funzioni che, in genere, sono presenti solo sulle vere e proprie fotocamere digitali compatte. Per quanto riguarda la qualità delle foto, è discretamente elevata per un cellulare in quanto le foto possono raggiungere risoluzione massima di 2592x1944 pixel. Inoltre, è possibile realizzare filmati video con una risoluzione massima di 720x480 pixel. Grazie alla fotocamera secondaria e frontale, invece, con risoluzione VGA, è possibile effettuare le videochiamate e guardare in viso le persone con le quali si sta parlando.

## Audio
Questo smartphone è munito di un lettore multimediale in grado di supportare file audio e video in tantissimi formati, come AAC, AAC+, Mp3, WMA, WMDRM, DivX, XviD, H.263, H.263 e MPEG4. Non manca, ovviamente, anche la radio FM con sistema RDS, che permette di trovare con facilità le stazioni radiofoniche preferite.

## Batteria
La batteria ricaricabile agli ioni di litio da 1500 mAh assicura un'autonomia massima di 430 ore in standby e 10 ore in conversazione.